# Naracoorte
Naracoorte (4 888 habitants) est une ville d'Australie-Méridionale sur la Limestone Coast à 336 km au sud-est d'Adélaïde sur la Riddoch Highway.
La ville est célèbre par la présence de grottes où ont été découverts des fossiles d'animaux préhistoriques. Le parc national de Naracoorte Caves est classé au patrimoine mondial de l'humanité.